# 克羅心
克羅心（Chrome Hearts），是著名荷里活奢侈品牌由Richard Stark, Leonard Kamhout, John Baumann三人於1988年一同創立。早期只提供客戶訂單，其後於1996年在紐約曼哈頓第六十四街開設首間專門店。全球各地首間專門店分設於紐約、東京、北京、香港、台北、首爾、巴黎、倫敦及居斯塔維亞。

## 設計手工
設計風格融合搖滾、哥德和龐克，十字花、匕首、百合花飾等低調的设计风格。商品從早期的皮件、925銀器飾品、延伸出皮革家具、22K黃金、18K白金、鑲鑽石、寶石的珠寶飾品、童裝、皮包、文具等等，亦有提供為顧客量身訂做產品的服務。
Chrome Hearts帶有中世紀藝術的宗教精神，在優美的弧線與染黑的陰影之下，營造出獨特而迷人的豐采。它還是充滿搖滾風格的銀飾，其強烈的原創設計性一直穩據銀飾品牌王座。

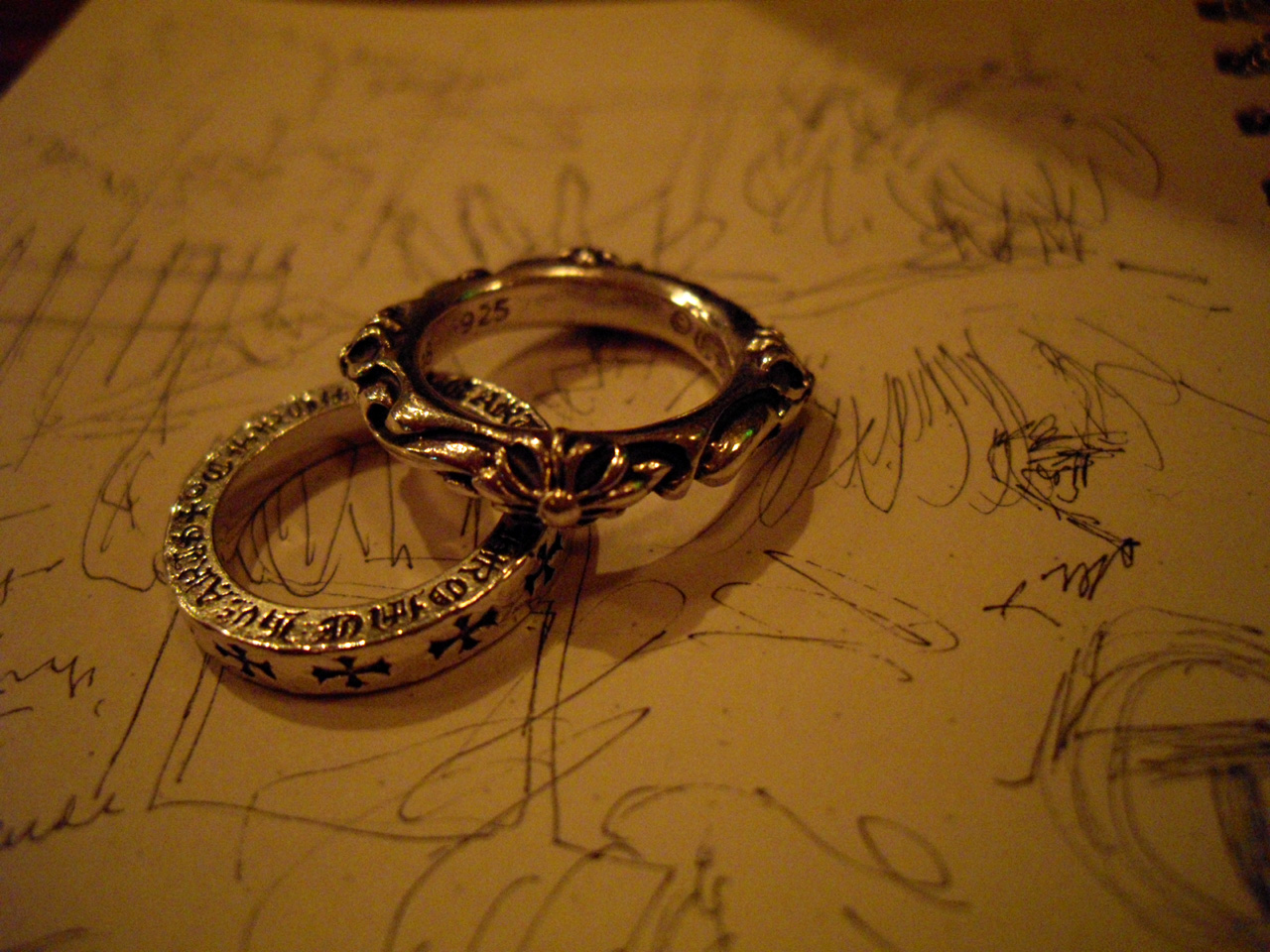
Chrome Hearts 戒指

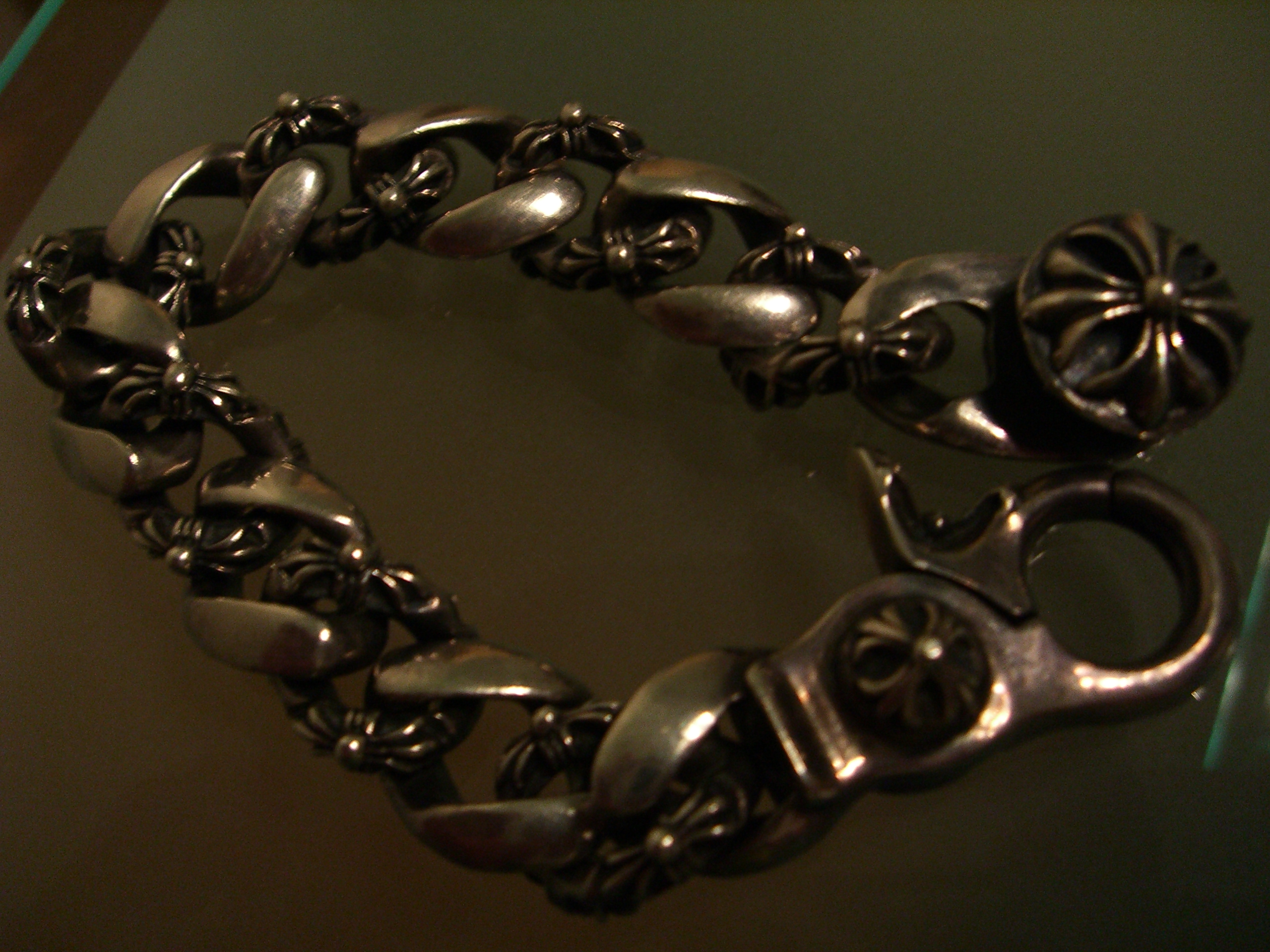
Chrome Hearts 手鏈

Chrome Hearts的產品經過人手打制，做工、質感一流。銀飾制作時故意保留925銀氧化後的黑色，在氧化之後再進行拋光打磨，在閃亮的銀面上添了柔和灰色和黑色的暗影，層次感非常明顯。品牌的工廠位於洛杉磯的荷里活。

## 人氣
Chrome Hearts的銀飾及皮革在東亞地區一直人氣大盛。早於1988年品牌創立初期，香港明星成龍、劉德華、梅豔芳、鍾鎮濤、梁朝偉、葉童、杜德偉、孫耀威已開始收藏Chrome Hearts的產品。黎明曾在1992年穿著Chrome Hearts皮褸拍攝無綫電視劇原振俠，謝霆鋒更在2000年的Viva專輯中佩戴Chrome Hearts的服飾拍攝MV。
歷來亦有很多荷里活名人和搖滾樂手及亞洲藝人愛戴Chrome Hearts：如空中铁匠樂隊主音史蒂芬·泰勒，枪炮与玫瑰吉他手史萊許，知名影星雪兒，前香奈儿首席設計師卡尔·拉格斐，前《VOGUE》法國版總編輯卡琳·洛菲德。還有日本藝人木村拓哉、濱崎步、堂本光一，台灣偶像羅志祥、吳建豪、關穎，中國演員趙薇、趙文卓、黃曉明、Angelababy、唐嫣、吳亦凡、迪麗熱巴，韓國歌手組合Rain、BIGBANG、2NE1、BLACKPINK等等。
銀器飾物對一眾型人而言，始終有一股醉人的魅力。由上世紀九十年代初的Harley Davidson，到最近才到香港開店的DITA及Justin Davis Jewels等，均成為型人隨身恩物。別以為這類重金屬銀器難登時尚大雅之堂，Chrome Hearts就曾于1992年，榮登CFDA配飾設計師大獎，全力上陣型格十足之餘，更盡顯時尚觸覺。

## 專門店

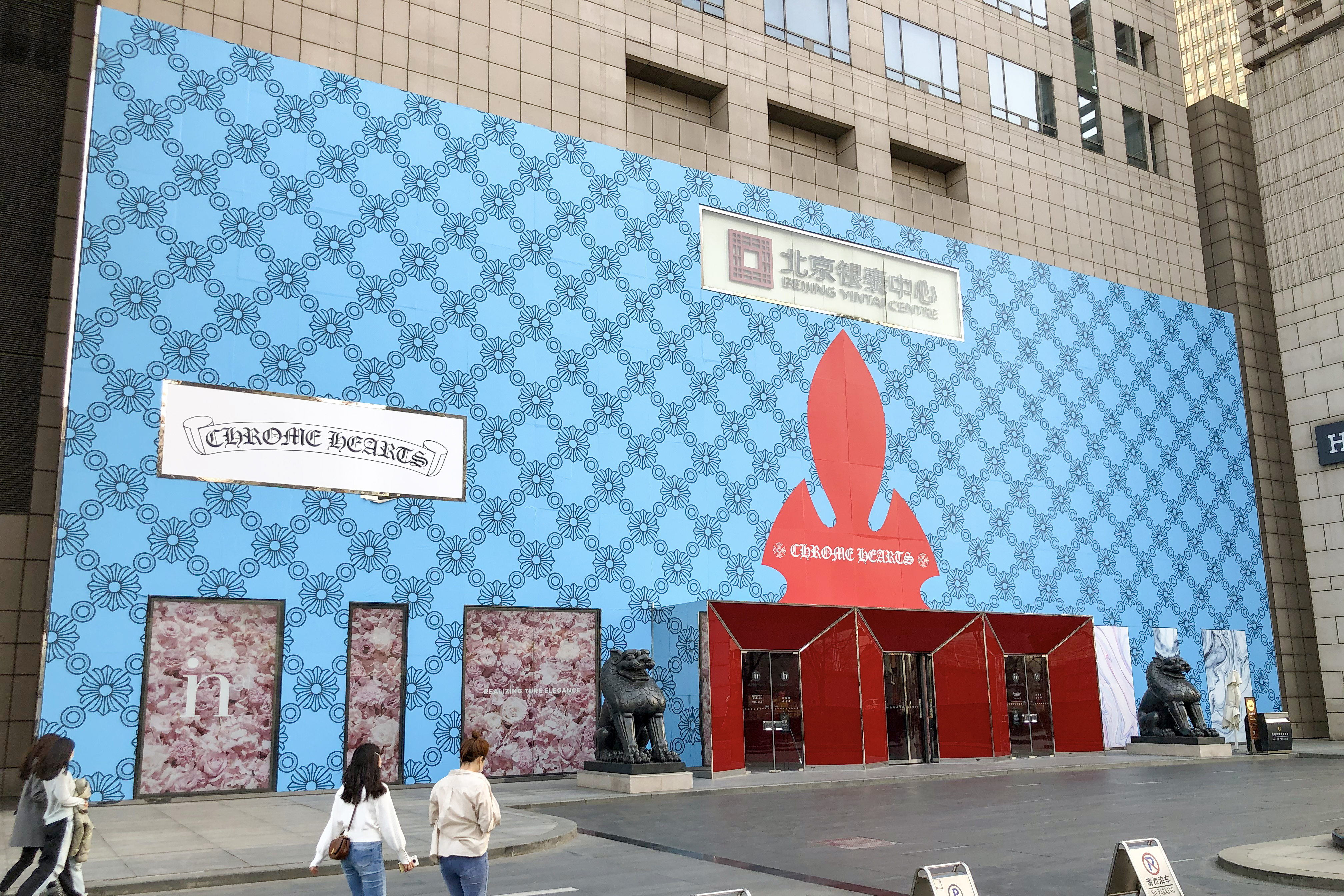
位於北京銀泰中心的克羅心專門店

目前，Chrome Hearts在以下地區設有專門店：
美國：紐約市、洛杉磯、馬里布、拉斯維加斯、檀香山、邁阿密、阿斯彭
亞洲：東京、大阪、名古屋、福岡、神戶、香港、台北、首爾、釜山、北京、杭州、成都
歐洲：巴黎、戛纳、倫敦、曼徹斯特
加勒比海：聖巴泰勒米

## 眼鏡

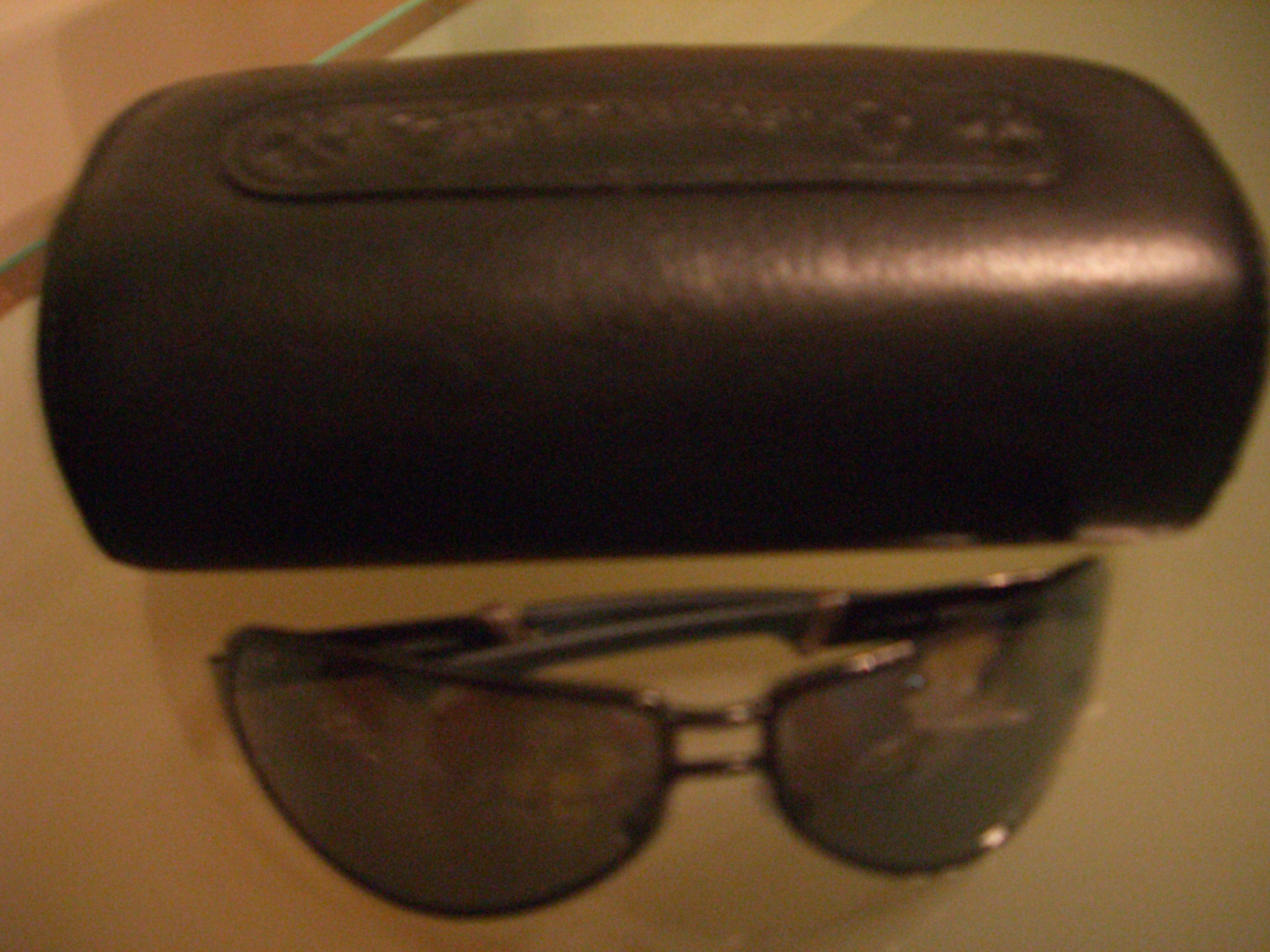
Chrome Hearts Freedom 太陽眼鏡

Chrome Hearts Eyewear Collection 有別於一般眼鏡, 約需6~7個月的時間開發和設計。
Chrome Hearts Eyewear Collection花費共19個月的時間研造, 以最高標準去製作每一支眼鏡, 使用的材質包括Chrome Hearts標準的925純銀製作, 眼鏡則是從早期於意大利人手製造，期後改由日本萬中選一的工廠完成。
除了純銀外，Chrome Hearts精選稀有的木材、皮革、甚至貂毛、18k白金、22k黃金、寶石等, 其目的在打造出全世界最高級, 最高價及前所未見的眼鏡收藏品。
發行Chrome Hearts Eyewear Collection則是業界最前衛的領導者Optical Shop International擔任。
2004年，Chrome Hearts的"Red Riot"得到日本眼鏡展IOFT "Frame of the Year"(年度最佳鏡框大賞)。
2007年，Chrome Hearts跟德國蔡司公司合作，其後太陽眼鏡系列採用蔡司鏡片。這兩個品牌的合作又將Chrome Hearts Eyewear帶到眼鏡界另一個更高的階層。
2007年，"Hot Tool"也入圍法國Silmo眼鏡展的d'Or大獎。
由此可見Chrome Hearts的眼鏡不是像一般的時尚品牌，就是把"logo"掛上去而已, 而是用心的打造每一支眼鏡，因而受眾多名人巨星喜愛。

## 歷史
- 1988年 - Richard Stark, Leonard Kamhout, John Baumann三人一同創立品牌“Chrome Hearts”。
- 1989年 - 產品從生產電影服裝開始。
- 1992年 -  美國時裝設計師協會（CFDA）配件事業部大獎得主。
- 1994年 - 總部搬到荷里活。
- 1995年  - Leonard Kamhout離開了Chrome Hearts，在洛杉磯建立自家品牌“LEONARD KAMHOUT”。
- 1996年  - 在紐約曼克頓第六十四街開設全球首間專門店Chrome Hearts N.Y.C
- 1999年  - 在東京南青山開設亞洲首間專門店Chrome Hearts TOKYO
- 2000年  - 在洛杉磯比華利山開設專門店Chrome Hearts L.A
- 2003年  - 在香港中環太子大廈開設專門店Chrome Hearts HONG KONG
- 2006年 - 在巴黎蒙田大街開設歐洲首間專門店Chrome Hearts PARIS
- 2007年 - 在倫敦Selfridges開設專門店Chrome Hearts LONDON，和日本著名時裝設計師川久保玲旗下品牌Comme des Garçons聯同推出限量版服裝，在台北中山北路開設專門店Chrome Hearts TAIPEI
- 2009年 - 在首爾江南區開設專門店Chrome Hearts SEOUL
- 2014年 - 在北京銀泰中心開設專門店Chrome Hearts BEIJING
- 2019年 - 在聖巴泰勒米島居斯塔維亞開設加勒比地區首間專門店Chrome Hearts St. Barth
- 2020年 - 在阿斯彭開設專門店Chrome Hearts ASPEN

## 現今問題
克羅心作為世界級銀飾品牌，創立至今針對它的假貨商技術不斷精進，從初期的蠟注倒模到如今3D列印技術下連年分刻印都能精準複製的仿冒品，一直對於該品牌造成嚴重的損害。此外，由於與早期負責設計賽爾特十字、匕首等經典象徵的Leonard Kamhout理念不和導致後者拆夥自創品牌Lone Ones後，CH的創作力亦大幅下滑。

## 外部連結
- 官方網站 （页面存档备份，存于）